# Walter Murphy
Pour les articles homonymes, voir Murphy.
Walter Murphy est un compositeur américain né le 19 décembre 1952 à New York, New York (États-Unis).
C'est grâce au succès de son titre disco instrumental A Fifth of Beethoven, d'après la Symphonie no 5 de Beethoven, qu'il se fait connaître du grand public.

## Filmographie
- 1976 : The Savage Bees (TV)
- 1977 : The Night They Took Miss Beautiful (en) (TV)
- 1982 : Raw Force
- 1986 : Stingray ("Stingray") (série télévisée)
- 1988 : Tricks of the Trade (TV)
- 1989 : The Lady Forgets (TV)
- 1991 : L'As de la crime ("The Commish") (série télévisée)
- 1993 : Crow's Nest
- 1996 : Profit ("Profit") (série télévisée)
- 1996 : Un flic dans la mafia (Wiseguy) (TV)
- 2003 : Cock-a-Doodle-Duel
- 2003 : My Generation G... G... Gap
- 2003 : Duck Dodgers in Attack of the Drones (vidéo)
- 2003 : Museum Scream
- 2004 : Hare and Loathing in Las Vegas
- 2005 : Guess Who's Coming to Meet the Parents
- 2005 : Beach Bunny
- 2005 : What's Hip, Doc?
- 2005 : Daffy Contractor
- 2005 : Dancing Pepé
- 2005 : Deep Sea Bugs
- 2005 : Duck Suped
- 2005 : Executive Tweet
- 2005 : Reaper Madness
- 2005 : Scheme Park
- 2005 : Badda Bugs
- 2005 : Slacker Quacker
- 2005 : Baseball Taz
- 2012 : Ted (de Seth MacFarlane)
- 2015 : Ted 2 (de Seth MacFarlane)

## Télévision
Walter Murphy a composé notamment les musiques d'ambiance de la première saison de la série Buffy contre les vampires.

## Série Animée
Walter Murphy a composé la musique d'introduction de la série animée American Dad!.

## Distinctions

### Récompense
- International Film Music Critics Association Awards : Musique d'un film dramatique pour Ted